# Ludwig Georg Braun
Ludwig Georg Braun (ur. 21 września 1943 w Kassel) – niemiecki przedsiębiorca i były prezes zarządu koncernu B. Braun Melsungen AG.

## Życiorys
Po maturze w 1963 r. kontynuował do  1965 r. naukę zawodu urzędnika bankowego w Kassel. Następnie po praktycznych studiach ekonomicznych w USA i Wielkiej Brytanii oraz służbie wojskowej rozpoczął pracę w rodzinnej firmie. W latach 1977–2011 pełnił w niej funkcję prezesa zarządu.
Od 2001 do 2009 r. był także prezydentem Zrzeszenia Niemieckich Izb Przemysłowo-Handlowych. Pełniąc tę funkcję namawiał niemieckich przedsiębiorców do inwestowania w Europie Wschodniej oraz przenoszenia tam części produkcji. Spotkała go za to krytyka ze strony niektórych polityków SPD, którzy zarzucali mu poglądy niepatriotyczne.
Jest członkiem zarządów kilku organizacji i stowarzyszeń społecznych oraz członkiem kilku rad nadzorczych.

## Nagrody, odznaczenia
- Order Zasługi Republiki Federalnej Niemiec 1. klasy (1990)
- doctor honoris causa Uniwersytetu we Fryburgu (2002)
- Honorowy tytuł profesorski przyznany przez kraj związkowy Hesja (2006)
- Krzyż Wielki Orderu Zasługi Republiki Federalnej Niemiec (2009)
- Order Zasługi Badenii-Wirtembergii (2011)